# دوره آزوچی-مومویاما
دوره آزوچی-مومویاما (به ژاپنی: 安土桃山時代, Azuchi-Momoyama jidai) از حدود سال‌های ۱۵۶۸ تا ۱۶۰۰ میلادی از تاریخ ژاپن را شامل می‌شود. این دوره در پایان جنگ‌های داخلی ژاپن آغاز شد.

## ثبات سیاسی
در نیمه دوم قرن شانزدهم، شماری از دای‌میوها چنان قدرت گرفته بودند که می‌توانستند از روش استبداد نظامی آشی‌کاگا یا موروماچی باکوفو در جهت خواسته‌های خود بهره برده یا در صورت لزوم آن را براندازند. اودا نوبوناگا تلاش کرد تا از لحاظ سیاسی کشور را دوباره یکپارچه کند و پس از مرگش جانشین او تویوتومی هیده‌یوشی در تحقق این آرزو موفق شد. در دوره هیده‌یوشی، یک بار دیگر ژاپن تحت یک فرماندهی واحد سیاسی قرار گرفت و ثبات پیدا کرد.

## نام‌شناسی
عنوان دوره آزوچی-مومویاما از نام قصرهای این دو تن گرفته شده‌است. قلعه آزوچی متعلق به اودا نوبوناگا بود و قلعه مومویاما به هیده‌یوشی تعلق داشت.

## یورش به کره
آخرین جاه‌طلبی بزرگ هیده‌یوشی پیروزی بر سلسله مینگ در چین بود. هنگامی که کره‌ای‌ها از دادن اجازه عبور به او خودداری کردند، هیده‌یوشی در آوریل ۱۵۹۲ سپاهی ۱۶۰ هزار نفری به کره فرستاد تا با زور راه خود را بگشاید. هیده‌یوشی سئول و پیونگ‌یانگ را تصرف کرد اما سرانجام موفق به پیشروی نشد و مذاکرات صلح آغاز شد. خواسته‌های هیده‌یوشی در این مذاکرات مورد قبول چین و کره قرار نگرفت و او جنگ دوم را تنها با هدف کین‌خواهی آغاز کرد.
در نبرد دوم نیز هیده‌یوشی موفق نبود و پس از دو بار ناکامی علیه نیروهای متحد کره و چین و به دنبال مرگ وی، نیروهایش در سال ۱۵۹۸ از شبه جزیره کره عقب‌نشینی کردند. هیده‌یوشی در بستر مرگ شورایی پنج نفره از قدرتمندترین فرمانده‌هان خود تشکیل داد. این شورا می‌بایست اداره کشور را تا به سن قانونی رسیدن پسر خردسال او تویوتومی هیده‌یوری به عهده بگیرد. اما پیش از آن در جنگ‌هایی که درگرفت، توکوگاوا ایه‌یاسو که یکی از اعضای شورای پنج نفره بود، پیروز شد و به رژیم تویوتومی پایان داد.

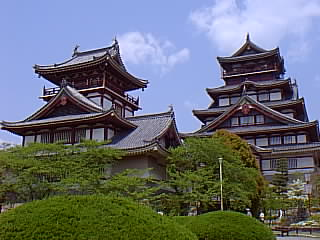
قصر مومویاما (قصر فوشیمی) به فرمان تویوتومی هیده‌یوشی بنا شد.
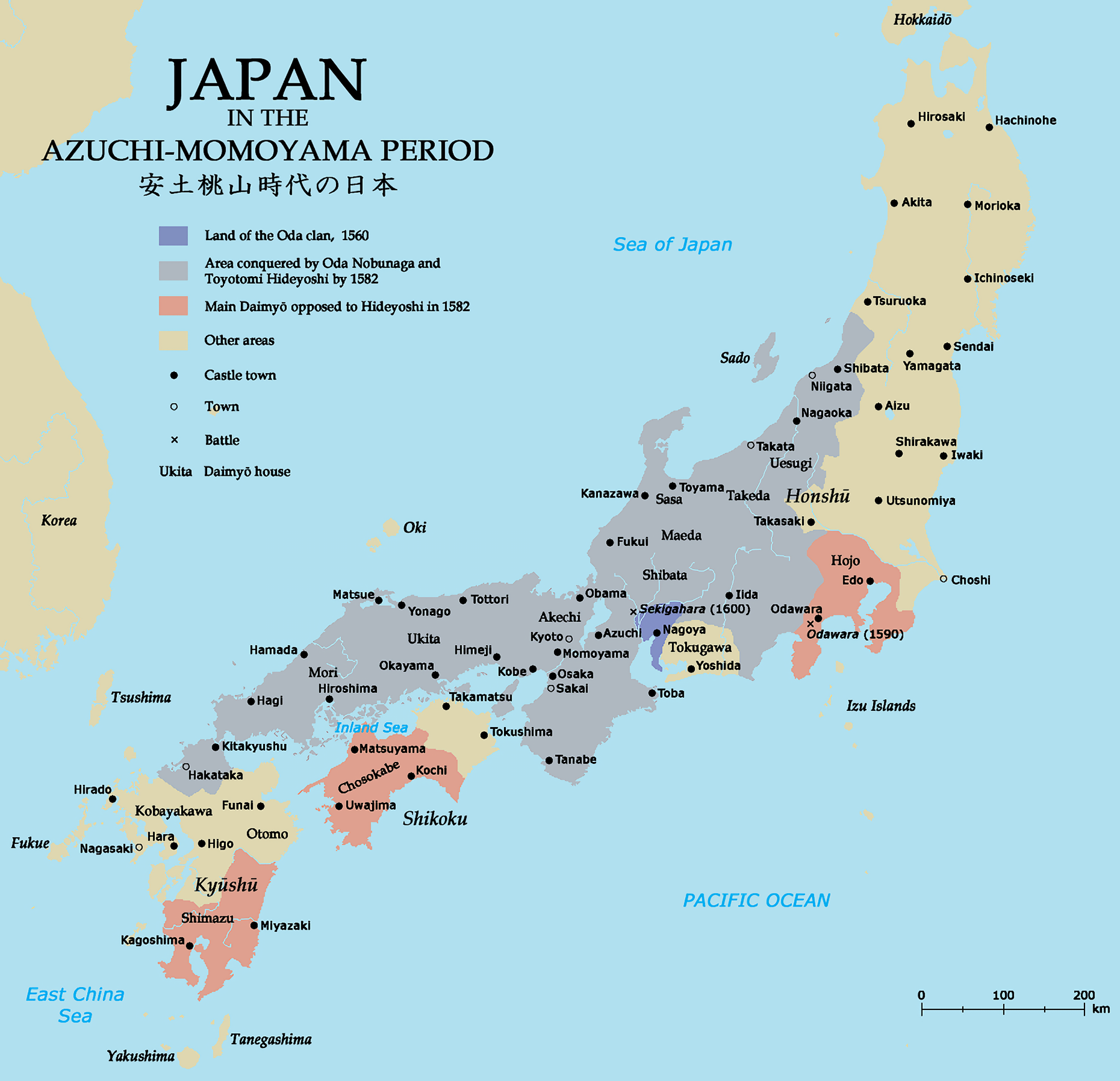
قلمروی اودا نوبوناگا در سال ۱۵۶۰با رنگ بنفش و مناطق حکمرانی اودا و تویوتومی هیده‌یوشی در سال ۱۵۸۲ با رنگ خاکستری نشان داده شده‌است. مناطق مخالف با رنگ قرمز و دیگر مناطق باقی‌مانده با رنگ نخودی نشان داده شده‌است.